# Augustín Malár
Augustín Malár (18. července 1894, Reitern u Goisernu, Rakousko – březen 1945, koncentrační tábor Flossenbürg, Nacistické Německo) byl slovenský generál, v roce 1938 člen ministerstva národní obrany ČSR, během druhé světové války velitel 3. divize "Rázus" při operaci Fall Weiss, velitel a inspektor Vysoké vojenské školy v Bratislavě, velitel Rychlé divize operace Barbarossa a velitel Východoslovenské armády.

## Mládí
Augustin Malár se narodil v Horním Rakousku svým rodičům pravděpodobně během jejich dovolené (avšak publikace Novomestský spravodajca z října 2017 uvádí, že se narodil během podomního obchodování rodičů). Své dětství prožil ve Staré Turé, kde chodil do obecné školy, kterou ukončil 1906. Poté studoval na gymnáziu ve Skalici a maturitu složil 1914 v Šoproni. Na podzim nastoupil studium na teologické fakultě v Bratislavě. Po měsíci studia byl za pobuřování a provokaci písní Hej Slováci po atentátu na Ferdinanda d Este zatčen a odsouzen na sedm měsíců vězení. Po odpykání trestu nastoupil vojenskou službu do C.K. armády a v květnu 1915 jako kadet odvelen k maršbatalionu v Bratislavě. V prosinci byl odvelen jako velitel čety na východní frontu u Gorodišče. Na jaře 1916 byl převelen na italskou frontu, kde se v říjnu dostal do zajetí. V únoru 1918 zběhl do československých legií a během srpna se zúčastnil bojů na Monte Baldo a získal hodnost poručíka.

## Československo
Po vzniku Československa osvobozoval území Slovenska a působil jako velitel vojsk v Nitře ve válce proti Maďarsku, která probíhala až do roku 1919. V dubnu 1920 byl přijat do čs.armády a za zásluhy obdržel Čs. válečný kříž 1914-1918 a hodnost kapitána. V letech 1921–1922 studoval ve Francii na École spéciale militaire v Saint-Cyr. Přestože ho každoročně jeho velitelé doporučovali na mimořádné povýšení, zůstal až do počátku 30. let v hodnosti štábního kapitána pěchoty. Jednou z příčin bylo jeho nacionalistické slovenské smýšlení.
V roce 1927-30 absolvoval Vysokou vojenskou školu v Praze kde se seznámil se svou první ženou Vlastou Kabešovou. Poté působil na personálním oddělení u 9. divize v Bratislavě. Od 1. ledna 1931 se stal majorem a od února 1935 působil na bratislavském Zemském velitelství. V roce 1936 byl převelen na Vojenský zeměpisný ústav do Prahy a v roce 1937 byl povýšen na podplukovníka generálního štábu. Tato skutečnost byla pozoruhodná tím, že v československé armádě bylo v té době 1004 podplukovníků a z nich byli pouze dva slovenské národnosti – Augustín Malár a Ferdinand Čatloš.
V roce 1938 působil na čs.ministerstvu národní obrany a zastihlo jej vyhlášení slovenské autonomie 6./7. října 1938. Byl členem československé delegace na jednání s Maďarskem v Komárně (9.–13. října 1938). Poté působil na Hlavním velitelství v Bratislavě. V den odtržení Slovenska 14. března 1939 podepsal Memorandum proti vyhlášení Slovenského státu. Na druhý den 15. března však složil přísahu první vládě Slovenského státu J.Tisa a byl ustanoven velitelem 6. armádního sboru ve Spišské Nové Vsi, která nesla hlavní tíhu bojů v tzv. Malé válce proti Maďarsku (23.–36. března) a byl povýšen do hodnosti plukovníka. Patřil k nejschopnějším slovenským velitelům a byl v armádě velmi populární.

## 2. světová válka
Během invaze do Polska (od 1. září 1939) operace Fall Weiss byl velitelem 3. divize Rázus, která do 11. září 1939 postoupila na čáru Bukowsko-Kulszne-Baligród-Jablonka-Ciszna. Za zásluhy obdržel německý Železný kříž II. třídy. Po zřízení Vysoké vojenské školy v Bratislavě byl od 15. února 1940 jejím prvním velitelem. Zároveň zastával funkci inspektora armádních škol a zůstal velitelem 1. pěší divize v Trenčíně. Během útoku na SSSR a operace Barbarossa byl od 24. června 1941 velitelem 2. pěší divize, která byla součástí Rundstedtovy Skupiny armád jih a 14. Listovy armády. Po bojích u Lipovce v červenci 1941 (Rychlá brigáda) došlo k reorganizaci vojska a od listopadu se stal velitelem nové Rychlé divize (jejím základem byla Rychlá brigáda). Ta úspěšně čelila tvrdé sovětské ofenzívě u Rostova na Donu. Dne 2. ledna 1942 byl povýšen na generála II. třídy a za zásluhy jej Hitler vyznamenal Rytířským křížem železného kříže. V květnu 1942 se velení Rychlé divize ujal gen. Jozef Turanec a Malár se vrátil na Slovensko. Poté působil dva roky jako slovenský vojenský přidělenec na vyslanectvích v Římě, Budapešti a Berlíně. Zde se v únoru 1944 podruhé oženil a vzal si za manželku mladou německou zubařku Margot Grosse, čímž si získal důvěru Němců a potvrdil nedůvěru Čechů a Edvarda Beneše, čs. exilového prezidenta. Avšak jeho manželka pocházela z rodiny, která byla perzekvována nacisty (viz televizní dokument z roku 2019 Východoslovenská armáda). Z manželství se mu narodil syn Borivoj Malár (4. 11. 1944 – 25. 4. 2016). Borivoj a Margot Malárovi emigrovali v 1974 do Německa. kde si Borivoj změnil jméno na Claus Brust a žil v městě Simmerath s rodinou – manželka Birgitt a synové Borivoj, Andreas a Martin (Novomestský spravodajca z října 2017). Navštívili později také Slovensko.

## Slovenské povstání
Pravděpodobně počátkem jara 1944 se Malár vrátil opět na Slovensko. Společně s ministrem obrany gen. Ferdinandem Čatlošem iniciovali již 12. února vznik Východoslovenské armády, která byla vyjmuta z podřízenosti Velitelství pozemního vojska v Banské Bystrici a podléhala přímo ministrovi obrany a prezidentovi Jozefu Tisovi. Společně s generálem Čatlošem připravovali vojenský převrat a záchranu slovenské samostatnosti. Pravděpodobně od 10. června převzal velení Východoslovenské armády po sudetském Němci plk. Rudolfovi Pilfouskovi (později příslušník SS). Malárova armáda se stala součástí wehrmachtu od 3. srpna 1944, byla jí podřízena a podařilo se jí zpravodajsky infiltrovat. V srpnu 1944 jednal v Piešťanech s umírněnými hlinkovci o přípravě ozbrojeného povstání na  Slovensku. Po předčasném vypuknutí povstání 29. srpna se oproti očekávání Jána Goliana nepřidal k povstalcům a zůstal loajální ministrovi obrany Ferdinandu Čatlošovi, kterému jeho alibistický politický plán u Sovětů nevyšel. (tzv. Čatlošovo memorandum). Ve středu 30. srpna odletěl z Prešova do Bratislavy a svému zástupci plk. V. Talskému slíbil, že se do večera vrátí. Po cestě přistál v Popradu a nabádal vojáky, aby neposlouchali Goliana a exilovou Benešovu vládu a odešli zpět ke svým útvarům. Když se dostavil do prezidentské kanceláře, zjistil, že Čatloš již není velitelem armády a Bratislavu kontroluje německý vyslanec Ludin. V rozhlasovém projevu večer 30. srpna 1944 se postavil proti povstání a vyzval všechny vojáky, aby se vrátili do kasáren, čímž vyvolal nejen v armádě, ale v celé společnosti dokonalý zmatek, neboť byl uznávanou vojenskou autoritou. Všem posádkám vzkázal, že "ešte neprišiel náš čas" a své Východoslovenské armádě vzkázal, ať vyčká jeho příjezdu. Na druhý den odpoledne 31. srpna tajně odletěl z Bratislavy, ale byl skupinou Mathias na letišti v Prešově ihned zajat i se svým velitelským štábem. Jako vojenský stratég chtěl, aby Čatlošova akce skončila úspěchem, ale svoji činnost společně dobře nepromysleli a zcela podcenili.

## Nejasné úmrtí
Po zatčení v Prešově byl zřejmě vyslýchán v Bratislavě a poté eskortován do rakouského zajateckého tábora v Kaisersteinbruchu poblíž Vídně a odtud do pevnosti Königstein v Sasku, kde bylo umístěno více zajatých generálů. Zpočátku s ním německé orgány zacházely slušně a byl zde identifikován vězni podle nepřehlédnutelné uniformy s německým vyznamenáním, kterou směl nosit. Později zřejmě v prosinci 1944, byl Malár převezen do ústředí gestapa na Prinz Albrecht Strasse v Berlíně, kde mu byla uniforma odebrána a byl zbaven vojenské hodnosti i rytířského kříže. Jeho výpovědi byly konfrontovány s výpověďmi generála Štefana Jurecha, bankéře Imricha Karvaše a zajatých velitelů slovenského povstání brig. gen. Jána Goliana a sbor. gen. Rudolfa Viesta a dalšími. Zahynul pravděpodobně společně s dalšími slovenskými generály Rudolfem Viestem, Jánem Golianem a Štefanem Jurechem v koncentračním táboře Flossenbürg počátkem března 1945. ( V lednu 1952 Okresní soud v Bratislavě stanovil období jeho úmrtí do 28. února 1945.)

## Vyznamenání
- Železný kříž, Rytířský kříž Železného kříže 1939[2], udělen 06.02.1942 (Nacistické Německo)
- Slovenský válečný vítězný kříž, III. třída (Slovenský štát)
- Medaile Za hrdinství [3], II. stupeň (Slovenský štát)
- Medaile Za hrdinstvo, III. stupeň (Slovenský štát)
- Pamětní medaile Za obranu Slovenska v březnu 1939[4], (Slovenský štát)
- Železný kříž, II. třídy (Nacistické Německo)
- Croce al merito di guerra[5] (Itálie)
- Medaglia commemorativa dell'Unità d'Italia [6] (Itálie)
- Medaglia commemorativa della guerra italo-austriaca 1915-1918 [7] (Itálie)
- Řád Rumunské hvězdy [8], V. třída s meči, (Rumunsko)
- Československý válečný kříž 1914–1918
- Československá medaile Vítězství
- Československá revoluční medaile
- Medaile za statečnost [9], malá stříbrná (Rakousko-Uhersko)